# Chloroclystis icteraria
Chloroclystis icteraria là một loài bướm đêm trong họ Geometridae.